# آبکاری الکتریکی

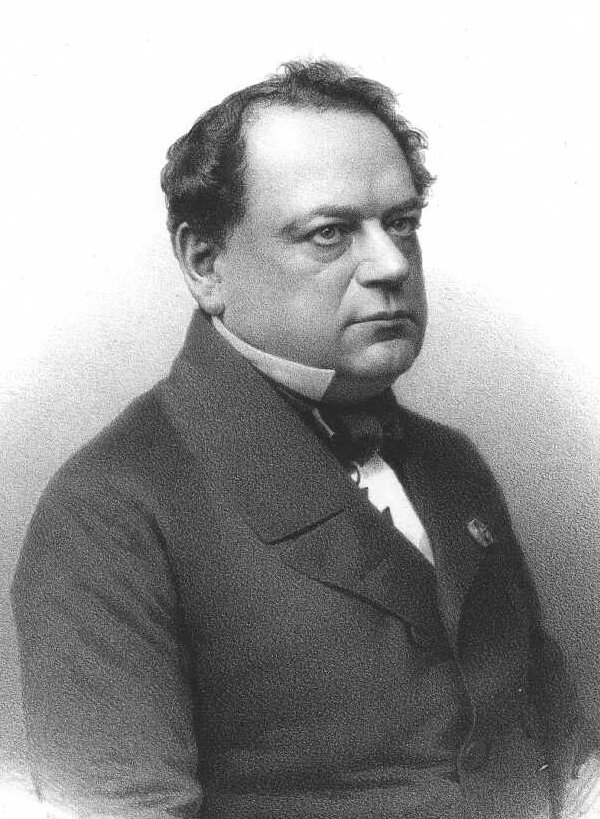
موریتس فن یاکوبی، مخترع آبکاری، ۱۸۵۶

آبکاری (به انگلیسی: electroplating) فرایند روکش‌دهی فلزی (Plating) است که با احیا کاتیون به وسیلهٔ جریان الکتریکی و نشاندن آن به‌صورت یک لایه روی ماده‌ای دیگر مانند فلز است. این فرایند برای افزایش ویژگی‌هایی مانند مقاومت در برابر سایش و خوردگی یا برای اهداف تزئینی به‌کار می‌رود.
فرایندی که آبکاری به وسیلهٔ آن انجام می‌شود، رسوب‌دهی الکتریکی (electrodeposition) نام دارد و نحوهٔ کار آن وارونهٔ سلول گالوانیک است. کاتد قطعه ای‌ست که قرارست لایه رویش بنشیند، و آند فلزی‌ست که روکش است. این دو به وسیلهٔ الکترولیت با هم ارتباط الکتریکی دارند و با به‌کاربردن یکسوکننده جریان مستقیم به آند می‌رسد و باعث انحلال اتم‌های آن می‌شود. در سوی دیگر، این اتم‌ها با احیا در فصل مشترک کاتد و الکترولیت، بر روی آن رسوب می‌کنند. سرعت انحلال اتم‌ها از آند و احیای آنها در کاتد برابر است.
در گونه‌ای از آبکاری، آند از فلزی مانند سرب است که حل نمی‌شود و اتم‌هایی که باید برای روکش احیا شوند از پیش در الکترولیت موجودند.
رسوب گذاری الکترولیتی یک روش قدرتمند و تطبیق پذیر جهت پوشش دهی سطح می‌باشد. خواص مهم رسوب‌های الکترولیتی شامل مقاومت سایشی، سختی، شکل‌پذیری، تخلخل، تنش‌های داخلی، چسبندگی پوشش و مقاومت به خوردگی است. همه این خواص و مشخصات می‌توانند به وسیله انتخاب مناسب یک تعدادی از متغیرها از قبیل دما، غلظت اجزاء، PH الکترولیت، چگالی جریان، شرایط جریان الکترولیت و استفاده از افزودنی‌های الکترولیت تغییر کنند. ایجاد یک پوشش سطح به روش رسوب گذاری الکترولیتی ممکن است شامل یک تعداد از فرآیندهای مهم باشد، شامل آماده‌سازی زیر لایه، تشکیل پوشش و پرداخت نهایی. به علاوه فلزات خالص، آلیاژها (دوگانه، سه‌گانه و پیچیده)، لایه‌های اکسید، پلیمرهای رسانا و لایه‌های کامپوزیت با استفاده از روش‌های الکترولیتی می‌توانند تولید گردند. یک محدوده وسیعی از کاربردهای مهندسی می‌توانند به وسیله روش رسوب گذاری الکترولیتی تولید گردند و شامل پوشش‌های رسانا برای صنعت الکترونیک، لایه‌های تریبولژیکال برای مهندسی مکانیک و ساختارهای نانو برای شبه رساناهای مغناطیسی مخصوص و کاربردهای بصری می‌باشد. پوشش‌ها به فلزی،کامپوزیت و آندی شده گروه‌بندی می‌گردند، که این گروه‌بندی با تأکید بر روی ارتباط بین شرایط فرایند و مشخصات رسوب می‌باشد.

## رسوب گذاری الکترولیتی می‌تواند به دو روش مجزا تقسیم‌بندی گردد
- رسوب الکترولیتی: اجزاء یونی قابل حل که عمدتاً یون‌های فلزی هستند در کاتد کاهش پیدا می‌کنند و در ته‌نشین شدن یک لایه رسوب الکترولیتی شده از محلول الکترولیتی به دست می‌آیند. آند نیز می‌تواند قابل حل یا غیرقابل حل باشد.
- رسوب الکتروفورتیک: ماده ای که رسوب کرده‌است، در الکترولیت به صورت یک پودر ریز موجود می‌باشد. جذب انتخابی که روی ذرات انجام شده‌است، جداسازی یون‌ها از ذرات، تقابل با مولکولهای دو قطبی یا انتقال الکترون‌ها در محلول همگی باعث ایجاد بار در ذرات می‌گردند. هنگامی که یک بار سطحی اعمال می‌گردد، پتانسیل الکتریکی بین آند و کاتد در ابتدا باعث جدایش سطحی که پوشش دهی شده‌است می‌گردد.

پوشش‌های الکترولیتی در دسته‌بندی‌های متفاوتی می‌توانند اعمال گردند. محدوده آنها از لایه‌های همگن ساده تا رسوب‌های چند گانه پیچیده، می‌باشد.

## از مزیت‌های تکنیک‌های رسوب گذاری الکترولیتی به عنوان پوشش می‌توان به موارد زیر اشاره کرد
- کنترل ضخامت به عنوان تابعی از زمان.
- کنترل نرخ رسوب گذاری به وسیله تنظیم چگالی جریان.
- توانایی توقف فرایند رسوب‌گذاری با خاموش کردن جریان.
- به هر صورت بعضی از محدودیت‌ها نیز وجود دارد که شامل:
- یک تأمین جریان نیروی مستقیم به‌طور عمومی مورد نیاز است.
- توزیع جریان می‌تواند یکنواخت باشد.
- یک زیر لایه رسانا مورد نیاز است، اگرچه فلزی کردن غیر رساناها اثبات شده‌است.[۴]